# The Castelets
The Castelets är ett berg i Kanada.   Det ligger i provinsen Alberta, i den centrala delen av landet, 3 100 km väster om huvudstaden Ottawa. Toppen på The Castelets är 2 562 meter över havet, eller 33 meter över den omgivande terrängen. Bredden vid basen är 0,53 km.
Terrängen runt The Castelets är bergig åt sydost, men åt nordväst är den kuperad.Trakten runt The Castelets är nära nog obefolkad, med mindre än två invånare per kvadratkilometer.. Det finns inga samhällen i närheten. 
Trakten runt The Castelets består i huvudsak av gräsmarker.